# Tekirdağspor Kulübü
Il Tekirdağspor Kulübü è una società calcistica di Tekirdağ che nel 2013-2014 milita in Amatör Futbol Ligleri la sesta lega calcistica turca. I colori sociali del club sono il giallo-nero.

## Stadio
Il club gioca le gare casalinghe alNamık Kemal Stadyumu che ha una capacità di 5000 posti a sedere.

## Campionati
- TFF 2. Lig: 1967-1977
- TFF 3. Lig: 1977-1999, 2003-2005, 2015-
- Bölgesel Amatör Lig: 2010-2011, 2012-2015
- Amatör Futbol Ligleri: 1999-2000, 2005-2010, 2011-2012

## Palmarès

### Competizioni nazionali
- TFF 3. Lig: 1

1976-1977

### Competizioni regionali
- Bölgesel Amatör Lig: 1

2014-2015